# Федосеевское (озеро)
Федосеевское — пресноводное озеро на территории городского поселения Кандалакша Кандалакшского района Мурманской области.

## Общие сведения
Площадь озера — 1,6 км².
Форма озера треугольная. Берега каменисто-песчаные, преимущественно возвышенные.
С запада озеро соединяется с озером Запоповьем, через которое протекает река Небло, впадающая в Белое море.
На северо-восточном берегу водоёма располагается село Федосеевка.
Код объекта в государственном водном реестре — 02020000711102000000060.